# Leonardo Astrada
Leonardo Rubén Astrada (ur. 6 stycznia 1970 w Buenos Aires) – piłkarz argentyński grający na pozycji pomocnika. Obecnie trener.

## Kariera piłkarska
Leonardo swoją karierę rozpoczął w klubie River Plate (1988–1999), później w październiku 2005 r.przeniósł się do Grêmio Porto Alegre (2000) a karierę piłkarską zakończył w River Plate (2001–2003). W barwach swojego kraju rozegrał 32 mecze strzelając przy tym 1 bramkę. Wystąpił także na Mistrzostwach Świata w Piłce Nożnej w 1998 r.

## Kariera trenerska
W styczniu 2001 r. został trenerem River Plate (2004–2005), potem trenował Rosario Central (2006). Od 2007 roku jest trenerem CA Colón.

## Sukcesy

### Jako piłkarz
- wygranie Apertury (6)

1991, 1993, 1994, 1996, 1997, 199
- wygranie Clausury (3)

1997, 2002, 2003
- wygranie ligi argentyńskiej (1)

1988/1999
- Copa América (1)

1991
- Copa Libertadores (1)

1996
- Copa Sudamericana (1)

1997

### Jako trener
- wygranie Clausury (1)

2004